# Идеализация и обезценяване
Когато индивид не е способен да интегрира трудни чувства се мобилизират специфични защити, за да регулират тези непоносими чувства. Защитата, която помага в този процес се нарича Разделяне. Разделянето е тенденция да се гледа на хората или като на добри, или като на лоши. Когато се гледа на хората само като на „добри“, се смята, че се използва защитен механизъм идеализация: душевен механизъм, в който личността многократно преувеличава положителните качества към себе си или другите. Противоположността на идеализация е обезценяване: при него многократно се преувеличават негативните качества към себе си или другите.

## Фройд
Термина идеализация за първи път се появява във връзка с дефиницията на Фройд за нарцисизма. Гледната му точка е, че всички деца минават през фазата на първичния нарцисизъм, в който предполагат, че те са центъра на Вселената. За да се сдобият с любовта на родителите си децата започват да правят това, което мислят, че е ценно за родителите. Тези ценности се овътрешностяват от детските форми на Аз идеал. Този Аз идеал съдържа правила за добро държание и стандарти за постижения, които егото трябва да постигне. Когато детето не може да понесе амбивалентността между реалната си същност и Аз идеала си и защитите се използват прекалено често, това се смята за отклонение от нормата. Фройд нарича тази ситуация вторичен нарцисизъм, защото Аз-а сам по себе си е идеализиран. Идеализацията на другите освен на себе си е обяснена, и в теорията на нагоните и в теорията на обектните отношения. От гледна точка на либидалните нагони, идеализацията на другите хора е „влитане“ на нарцистичното либидо в обекта; от гледна точка на само-обектните отношения, обектните образи (като този на гледача) са направени по-красиви, отколкото в реалност са.